# Königreich der Vereinigten Niederlande
Das Königreich der Vereinigten Niederlande oder Vereinigtes Königreich der Niederlande, offiziell nur Königreich der Niederlande (niederländisch Koningrijk der Nederlanden, französisch Royaume des Belgiques) bezeichnet den gesamtniederländischen Staat von 1815 bis zur Belgischen Revolution 1830/31. Es umfasste die frühere Republik der Vereinigten Niederlande (1795–1806: Batavische Republik, 1806–1810: Königreich Holland, 1813–1815: Souveränes Fürstentum der Vereinigten Niederlande) mit ihren Kolonien im Norden, die ehemaligen Österreichischen Niederlande und das frühere Hochstift Lüttich im Süden.

## Geschichte

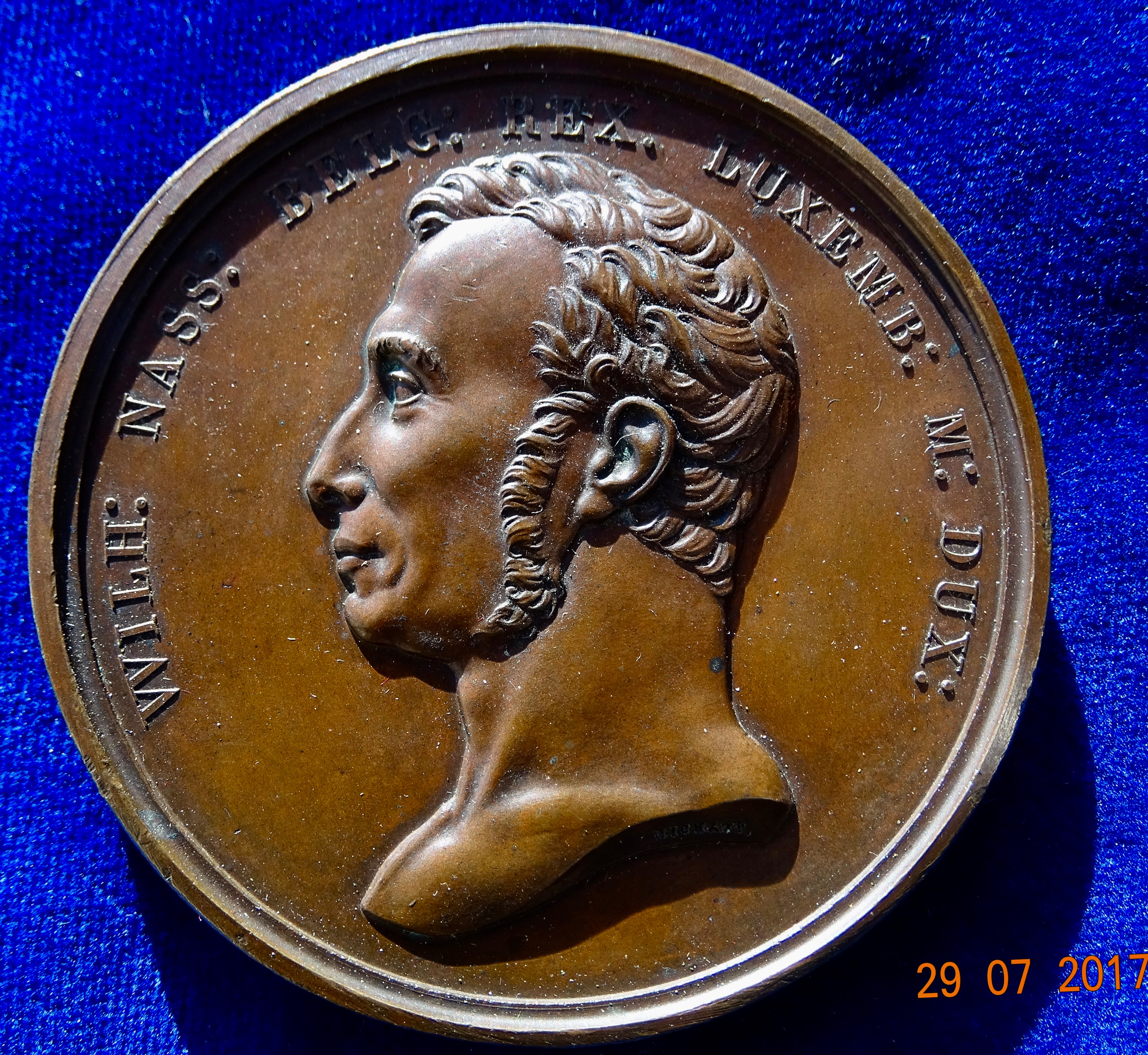
Wilhelm I im März 1815 als König der Belgier und Großherzog von Luxemburg auf einer Bronze-Medaille von Michaut, Vorderseite.

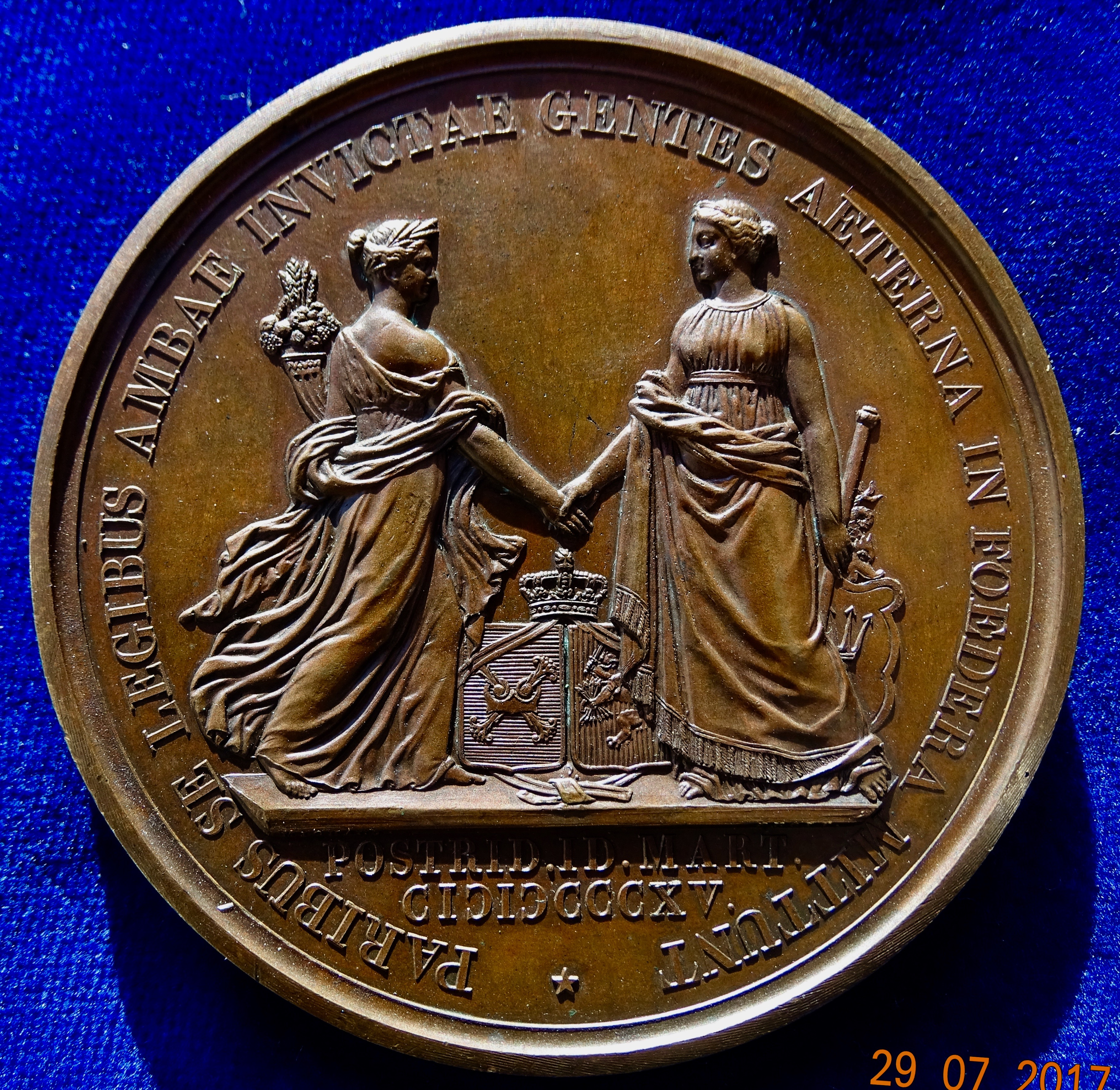
Auf der Rückseite dieser Medaille zur Vereinigung der Niederlande reichen sich Belgien und Holland die Hand.

Die französischen Départements, aus denen das Königreich entstand, im Jahr 1811

### Entstehung
Mit der Erweiterung der alten Niederlande wurde beabsichtigt, einen lebensfähigen Staat nördlich von Frankreich zu errichten, der im Falle künftiger französischer Expansionsversuche als Gegengewicht würde standhalten können. Die Planungen der gegen Napoleon Bonaparte verbündeten Mächte kamen den Absichten und dem Ehrgeiz Wilhelms I., des Fürsten der Niederlande, entgegen, sein Staatsgebiet auszudehnen. Den Weg dazu hatte das Kaisertum Österreich frei gemacht, als der österreichische Staatskanzler Klemens von Metternich in den zum Vertrag von Chaumont vom 1. März 1814 führenden Verhandlungen erklärte, dass Österreich nach dem Ende des Krieges gegen Napoleon auf die Wiederherstellung der Österreichischen Niederlande verzichten werde. In geheimen Zusatzartikeln zum Vertrag von Chaumont wurde eine Vergrößerung der Niederlande vereinbart. Am 21. Juli 1814 schlossen die Niederlande gleichlautende Verträge mit dem Vereinigten Königreich, Österreich, Preußen und Russland, durch die den Niederlanden die „belgischen Provinzen“ zugesprochen wurden. Diese Abmachungen wurden beim Wiener Kongress bestätigt. Am 31. Mai 1815 schlossen die Niederlande einen entsprechenden Vertrag mit dem Vereinigten Königreich, Österreich, Preußen und Russland. Dessen Bestimmungen wurden auch in die Schlussakte des Kongresses vom 9. Juni 1815 aufgenommen. Da die Entscheidungen schon 1814 gefallen waren, konnte sich Wilhelm I. am 16. März 1815, noch vor dem Ende des Wiener Kongresses, zum „König der Vereinigten Niederlande“ ausrufen lassen.

### Auflösung
Das Königreich der Vereinigten Niederlande bestand, bis die südlichen Provinzen sich in der belgischen Revolution 1830 abtrennten, um den Staat Belgien zu gründen. Die belgische Unabhängigkeit wurde vom Norden allerdings erst 1839 anerkannt. Das verbliebene Staatsgebiet wird seitdem Königreich der Niederlande genannt.

### Personalunion mit Luxemburg
Luxemburg bestand ab 1815 als eigenständiges Großherzogtum und war damit kein Teil des Königreichs der Vereinigten Niederlande. Es wurde jedoch von 1815 bis 1890 vom niederländischen König regiert, der in Personalunion Großherzog des souveränen Luxemburg war. Damit war er auch deutscher Bundesfürst, ebenso wie der damalige britische König für das Königreich Hannover (bis 1837) und der dänische König für das Herzogtum Holstein. Ab 1839 gehörte auch die niederländische Provinz Limburg als neu gegründetes Herzogtum Limburg (1839–1866) zum Deutschen Bund und war per Personalunion mit Luxemburg verbunden.
Die Personalunion zwischen den Niederlanden und Luxemburg erlosch 1890: Nach dem Tod von König Wilhelm III. folgte ihm Wilhelmina unter Regentschaft ihrer Mutter auf den niederländischen Thron. In Luxemburg hingegen wurde aufgrund des dort geltenden salischen Erbrechts unter Anwendung der Bestimmungen des Nassauischen Erbvereins der ehemalige nassauische Herzog Adolf I. neuer Großherzog.

## Provinzen

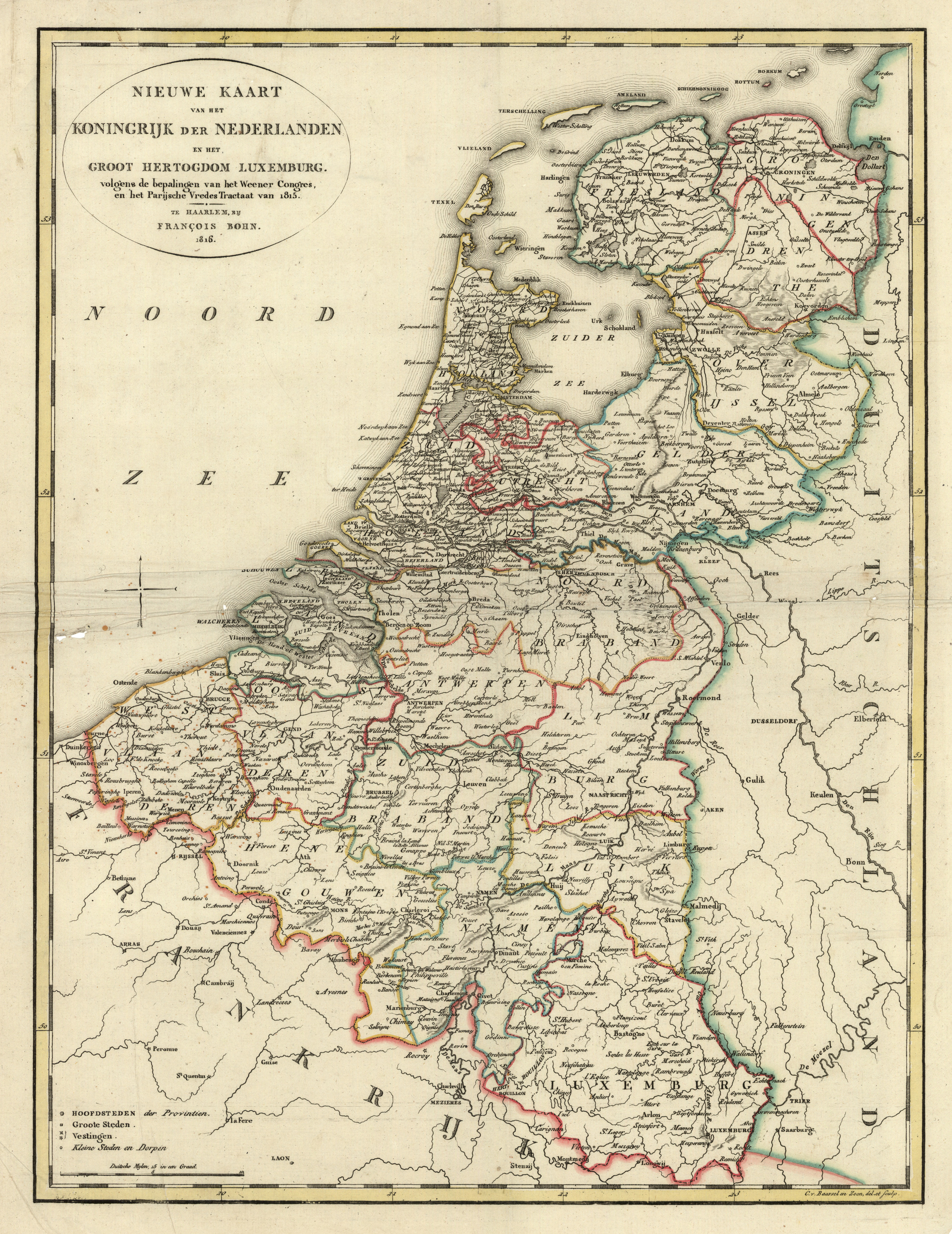
Neue Karte des Königreichs der Niederlande und des Großherzogtums Luxemburg, 1815

Nach dem „Fundamentalgesetz“ vom 24. August 1815 war das Königreich der Vereinigten Niederlande in 17 Provinzen eingeteilt. Die Provinzgrenzen waren zu großen Teilen mit den Grenzen der ehemaligen Départements des napoleonischen Frankreich identisch, die wiederum überwiegend auf den vormaligen Provinzeinteilungen der Vereinigten und der Österreichischen Niederlande beruhten.
Die Generalstaaten bestanden aus zwei Kammern. Die erste Kammer bestand aus mindestens 40 und höchstens 60 Personen, die vom König nach Verdienst auf Lebenszeit ernannt wurden. In der zweiten Kammer, die aus 110 Mitgliedern bestand, waren die Provinzen vertreten.
| Provinz       | entstanden aus den vormaligen Départements                                               | Abgeordnete in der 2. Kammer | heute Teil von       | Spätere Entwicklungen |
| ------------- | ---------------------------------------------------------------------------------------- | ---------------------------- | -------------------- | --- |
| Antwerpen     | südlicher Teil von Deux-Nèthes                                                           | 5                            | Belgien              | |
| Drente        | südlicher Teil von Ems-Occidental                                                        | 1                            | Niederlande          | |
| Friesland     | Frise                                                                                    | 5                            | Niederlande          | |
| Geldern       | Yssel-Supérieur                                                                          | 6                            | Niederlande          | |
| Groningen     | nördlicher Teil von Ems-Occidental                                                       | 4                            | Niederlande          | |
| Hennegau      | Jemappes                                                                                 | 8                            | Belgien              | |
| Holland       | Bouches-de-la-Meuse und westlicher Anteil von Zuyderzée                                  | 22                           | Niederlande          | 1840 aufgeteilt in die Provinzen Noord-Holland und Zuid-Holland                                                                                 |
| Limburg       | Meuse-Inférieure                                                                         | 4                            | Belgien, Niederlande | 1839 aufgeteilt in die belgische Provinz Limburg und das Herzogtum Limburg, aus dem 1866 die niederländische Provinz Limburg hervorging.        |
| Lüttich       | größter Teil von Ourthe                                                                  | 6                            | Belgien              | |
| Namur         | westlicher Teil von Sambre-et-Meuse, Teile von Ardennes                                  | 2                            | Belgien              | |
| Noord-Brabant | Bouches-du-Rhin, nördlicher Teil von Deux-Nèthes, östlicher Teil von Bouches-de-l’Escaut | 7                            | Niederlande          | |
| Ostflandern   | südlicher Teil von Escaut                                                                | 10                           | Belgien              | |
| Oberijssel    | Bouches-de-l’Yssel                                                                       | 4                            | Niederlande          | |
| Seeland       | westlicher Teil von Bouches-de-l’Escaut und nördlicher Teil von Escaut                   | 3                            | Niederlande          | |
| Südbrabant    | Dyle                                                                                     | 8                            | Belgien              | 1831 umbenannt in Provinz Brabant, 1995 aufgeteilt in die Provinzen Flämisch-Brabant und Wallonisch-Brabant sowie die Region Brüssel-Hauptstadt |
| Utrecht       | östlicher Teil von Zuyderzée                                                             | 3                            | Niederlande          | |
| Westflandern  | Lys                                                                                      | 8                            | Belgien              | |